# Johan Widén
Johan Widén (i riksdagen kallad Widén i Nyköping, senare Widén i Östersund), född 16 februari 1856 i Kumla socken, Närke, död 22 januari 1933 i Stockholm var en svensk ämbetsman och politiker.

## Biografi
Johan Widén föddes in i en politiskt aktiv bondefamilj. Fadern, Erik Olsson, var hemmansägare i Sånnersta och riksdagsman. Widén avlade hovrättsexamen vid Uppsala universitet 1880, blev vice häradshövding år 1883, varefter han var rådman i Nyköping 1885–1886, länsnotarie i Södermanlands län 1885–1896 och landssekreterare 1896–1906. Han var därefter landshövding i Jämtlands län 1906–1923.
Widén var riksdagsman i andra kammaren 1900–1917, åren 1900–1908 för Nyköpings, Torshälla, Strängnäs, Mariefreds och Trosa valkrets, 1909–1911 för Hudiksvalls och Östersunds valkrets och 1912–1917 för Jämtlands läns södra valkrets. I likhet med sin far var Widén protektionistisk, och vid invalet i riksdagen anslöt han sig till Lantmannapartiet fastän han representerade en stadsvalkrets. I sociala frågor förespråkade dock Widén reformer vilket stred mot partiets allmänna hållning. Han var civilminister i Christian Lundebergs ministär augusti-november 1905.
Widén blev mycket respekterad för sin politiska integritet, och gick flera gånger emot både partiet, Boströms ministär och ämbetsmännen. När Karl Staaff lade fram en lösning till rösträttsfrågan lämnade Widén Lantmannapartiet, och efter några år som vänstervilde 1906–1908 övergick han till Liberala samlingspartiet. År 1914, när han valdes till talman, lämnade han dock även det partiet och betecknade sig som frisinnad vilde. Hans styrka var som utredare, och den stora fattigvårdsreformen 1918 under statsminister Edén var en av hans förtjänster. Widéns sociala engagemang hade en religiös grund, och det sades att han trots all framgång till det yttre behöll något av en anspråkslös och flärdfri allmogestil.
Kungliga Samfundet för utgivande av handskrifter rörande Skandinaviens historia har låtit publicera Widéns dagboksanteckningar i två band.
Widén var gift med Ellen Widén, som grundade friluftsmuseet Jamtli och föreningen Jämtslöjd, samt far till textilkonstnären Sofia Widén och Marit Widén, arkitekten Sven Brandels andra hustru.

## Utmärkelser
- Kommendör med stora korset av Nordstjärneorden, 30 september 1914.[1]
- Kommendör med stora korset av Vasaorden, 8 juli 1920.[2]

### Tidskrifter
- Hvar 8 dag, 10:de Årg, No 25, 21 mars 1909, sid. 386.